# Bohusbjörnbär
Bohusbjörnbär (Rubus dissimulans) är en rosväxtart som beskrevs av Carl Johan Lindeberg. Enligt Catalogue of Life ingår Bohusbjörnbär i släktet rubusar och familjen rosväxter, men enligt Dyntaxa är tillhörigheten istället släktet rubusar och familjen rosväxter. Artens livsmiljö är jordbrukslandskap.

## Underarter
Arten delas in i följande underarter:
- R. d. selectus
- R. d. serrulatus
- R. d. ferox